# 伊顿维尔 (佛罗里达州)
伊顿维尔（英語：Eatonville），是美国佛罗里达州橙縣下属的一座城镇。建立于1887年。面积约为2.9平方公里（约合1.1平方英里）。根据2010年美国人口普查，该市有人口2,159人。论人口在本州排行第279。